# MoNav
MoNav (сокращение от MObile NAVigation) — это бесплатная автомобильная навигационная система с GPS слежением, движком маршрутизации в реальном времени. Она использует данные из проекта OpenStreetMap. Кроссплатформенная, поддерживает автомобильную, пешеходную и велосипедную навигацию.
Программное обеспечение включает в себя локального навигационного демона и клиента. Существует также препроцессор, который преобразует данные OpenStreetMap в данные, используемые демоном, но препроцессору не нужно запускаться на навигационном блоке. Он написан на C++ с использованием инструментария Qt (также для неграфических частей). Он поддерживается как проект в Google Code, используя систему контроля версий Mercurial.

## Ответвления
- https://github.com/shentok/MoNav популярная ветка на github.
- https://github.com/M4rtinK/monav-light
- https://github.com/tunp/monavsailfish